# フジテレビ日曜朝8時30分枠のアニメ
本項目では、2016年10月2日から2019年3月31日まで、フジテレビで毎週日曜8:30 - 9:00（JST）に設けられていた、テレビアニメの放送枠について取り扱うものとする。
1992年4月に『報道2001』の放送が始まって以降、フジテレビ系列の日曜8時台後半では政治討論番組が長きにわたって放送されてきたが、2016年10月の改編に際しこの政治討論番組を30分繰り上げる形で、約10年ぶりとなるデイタイム（6時 - 19時）におけるアニメ枠が同時間帯に新設された。このアニメ枠新設により、直後の日曜9時台の2枠と合わせて3本連続でアニメが放送されることになり、2019年3月までの2年半は本枠も含めた3枠に対し、「アドベンチャーサンデー」という総称も付けられていた。

## 作品リスト
| # | 作品名                                                  | 放送期間                     | 話数   | 備考  |
| - | ------------------------------------------------------- | ---------------------------- | ------ | ----- |
| 1 | モンスターハンター ストーリーズ RIDE ON                 | 2016年10月2日 - 2018年4月1日 | 全75話 |       |
| 2 | レイトン ミステリー探偵社〜カトリーのナゾトキファイル〜 | 2018年4月8日 - 2019年3月31日 | 全50話 | [ 2 ] |